# 2MASS J14394092+1826369
2MASS J14394092+1826369  ist ein Brauner Zwerg im Sternbild Bärenhüter. Er wurde 1999 von J. Davy Kirkpatrick et al. entdeckt.
Er gehört der Spektralklasse L1 an. Seine Position verschiebt sich aufgrund seiner Eigenbewegung jährlich um 0,0135 Bogensekunden.